# Siren Charms
Siren Charms — одинадцятий студійний альбом шведського метал-гурту In Flames, виданий 9 вересня 2014 року лейблом Sony Music Entertainment.
Запис альбому відбувався протягом грудня 2013 року у берлінській студії Hansa Tonstudio. Продюсуванням за записом займалися Даніель Бергстранд і Роберт Лаггі, що працювали і над попередніми релізами шведів, а також Арнольд Ліндберг, що відповідав за запис ударних інструментів. За зведення та майстеринг відповідали Міхаель Ілберт та Том Койне.
Два треки з альбому вийшли окремими синглами влітку 2014 року. «Rusted Nail» було презентовано 13 червня, оформленням релізу (як і альбому загалом) займався Блейк Армстронг зі Space Boy Comics. Особливістю роботи стала участь у записі деяких вокальних моментів хору представників фан-клубу гурту. Деякий час потому світ побачив і другий сингл — «Through Oblivion». В день релізу альбому було представлено третю відеороботу на пісню Everything's Gone.

## Список пісень
| #   | Назва                                          | Тривалість |
| --- | ---------------------------------------------- | ---------- |
| 1.  | «In Plain View»                                | 4:05       |
| 2.  | «Everything's Gone»                            | 3:24       |
| 3.  | «Paralyzed»                                    | 4:15       |
| 4.  | «Through Oblivion»                             | 3:37       |
| 5.  | «With Eyes Wide Open»                          | 3:58       |
| 6.  | «Siren Charms»                                 | 3:05       |
| 7.  | «When the World Explodes» (feat. Emilia Feldt) | 4:39       |
| 8.  | «Rusted Nail»                                  | 4:55       |
| 9.  | «Dead Eyes»                                    | 5:23       |
| 10. | «Monsters in the Ballroom»                     | 3:53       |
| 11. | «Filtered Truth»                               | 3:31       |

| Deluxe Edition | Deluxe Edition   | Deluxe Edition |
| #              | Назва            | Тривалість     |
| -------------- | ---------------- | -------------- |
| 12.            | «Become the Sky» | 4:01           |

| iTunes Edition | iTunes Edition | iTunes Edition |
| #              | Назва          | Тривалість     |
| -------------- | -------------- | -------------- |
| 12.            | «The Chase»    | 4:57           |

## Список учасників
Основні музиканти
- Андерс Фріден — вокал
- Бйорн Гелотте — гітара
- Ніклас Енгелін — гітара
- Петер Іверс — бас-гітара
- Даніель Свенссон — ударні

Запрошені музиканти
- Ер'ян Ернклоо — клавішні, програмування
- Емілія Фельдт — бек-вокал («When the World Explodes»)
- Мартін Рубашов — бек-вокал («Dead Eyes»)
- The Head Jester Choir — хор («Rusted Nail»)

## Особливості та критика
Альбом Siren Charms став доволі нетиповим для In Flames, однак повною мірою проявив усі тенденції, що намічалися у попередніх роботах гурту. Відхід від старого метал-звучання на користь більш легкого та альтернативного, а також широке використання чистих вокалів не залишили байдужими музичних критиків та шанувальників гурту. Щоправда, реакція на реліз була здебільшого негативною. Оглядачі музичних інтернет-видань наперебій критикували альбом, ставлячи йому рекордно низькі, як для робіт In Flames, оцінки. Карл Ворд зі Sputnikmusic назвав Siren Charms неприпустимою помилкою, яку такий авторитетний гурт має визнати та виправити. В той же час, дехто з критиків відзначав, що реліз не позбавлений певної родзинки і швидше за все сподобається слухачам.

## Позиції в чартах
| Чарт (2014)              | Країна    | Найвища позиція |
| ------------------------ | --------- | --------------- |
| Tracklisten              | Данія     | 28              |
| Suomen virallinen listac | Фінляндія | 1               |
| VG-lista                 | Норвегія  | 6               |